# Pandanus whitmeeanus
Pandanus whitmeeanus är en enhjärtbladig växtart som beskrevs av Ugolino Martelli. Pandanus whitmeeanus ingår i släktet Pandanus och familjen Pandanaceae. Inga underarter finns listade.